# Autotrichia impellucida
Autotrichia impellucida är en fjärilsart som beskrevs av Alexander Michailovitsch Djakonov 1926. Autotrichia impellucida ingår i släktet Autotrichia och familjen mätare. Inga underarter finns listade i Catalogue of Life.